# Lepturges auratus
Lepturges auratus es una especie de escarabajo longicornio del género Lepturges, categorizada en la tribu Acanthocinini, de la subfamilia Lamiinae. Fue descrita por Monné & Santos-Silva en 2022.

## Descripción
Mide 9,2-13,3 mm de longitud.

## Distribución
Se distribuye por Bolivia.